# Cirrhipathes sieboldi
Cirrhipathes sieboldi är en korallart som beskrevs av Henri Marie Ducrotay de Blainville 1834. Cirrhipathes sieboldi ingår i släktet Cirrhipathes och familjen Antipathidae. Inga underarter finns listade i Catalogue of Life.